# Bryozoichthys lysimus
Bryozoichthys lysimus är en fiskart som först beskrevs av Jordan och John Otterbein Snyder 1902.  Bryozoichthys lysimus ingår i släktet Bryozoichthys och familjen taggryggade fiskar. Inga underarter finns listade.